# Carlos Tatay
Carlos Tatay Vila (Valencia, 7 maggio 2003) è un pilota motociclistico spagnolo ritiratosi dall'attività agonistica.

## Carriera
Comincia a correre in moto nel 2009. Nel 2018 passa a correre nella categoria Moto3 del campionato spagnolo Velocità e nella MotoGP Rookies Cup, categoria in cui vince il titolo nel 2019. Sempre nel 2019 debutta nella classe Moto3 del motomondiale, correndo come wild card su una KTM RC 250 GP i Gran Premi di Catalogna, Aragona e Comunità Valenciana, totalizzando 8 punti.
Nel 2020 diventa pilota titolare nel team Reale Avintia Racing, sempre alla guida di una KTM. Ottiene come miglior risultato un sesto posto nel Gran Premio d'Europa e termina la stagione al 22º posto con 26 punti.
Nel 2021 rimane nello stesso team, con compagno di squadra Niccolò Antonelli. Ottiene come miglior risultato un sesto posto in Spagna e termina la stagione al ventunesimo posto con 40 punti. In questa stagione è costretto a saltare i Gran Premi di Catalogna, Germania e Olanda a causa della frattura dell'astragalo destro rimediata nel precedente GP d'Italia.
Nel 2022 passa al team Prüstel portando in pista il marchio cinese CFMoto, il compagno di squadra è Xavier Artigas. In occasione del Gran Premio dell'Indonesia conquista la prima pole position per CFMoto, terminando poi la gara con un podio. Chiude al quindicesimo posto in campionato.
Nel 2023 è pilota titolare nel campionato Europeo FIM Moto2 con il Pertamina Mandalika SAG Team alla guida di una Kalex. Ottiene tre piazzamenti a podio tra cui una vittoria a Jerez prima di una grave infortunio, conseguenza di una caduta a Portimão, che non gli permetterà di portare a termine la stagione. I punti ottenuti gli consentono di classificarsi al nono posto. Contestualmente al CEV, disputa due Gran Premi nella classe Moto2 del motomondiale, come pilota sostitutivo per il team OnlyFans American Racing. Porta a termine entrambi gli eventi al di fuori della zona punti.
Rimasto paraplegico a seguito dell'infortunio di Portimão nel CEV, intraprende la carriera di pilota automobilistico.

## Risultati nel motomondiale
| 2019 | Classe | Moto |  |  |  |  |  |  |    |  |  |  |  |  |  |    |  |  |  |  |     |  | Punti | Pos. |
| ---- | ------ | ---- |  |  |  |  |  |  | -- |  |  |  |  |  |  | -- |  |  |  |  | --- |  | ----- | ---- |
| 2019 | Moto3  | KTM  |  |  |  |  |  |  | 12 |  |  |  |  |  |  | 12 |  |  |  |  | Rit |  | 8     | 30º  |

| 2020 | Classe | Moto |    |     |    |    |    |    |    |    |     |    |    |    |   |    |    |  |  |  |  |  | Punti | Pos. |
| ---- | ------ | ---- | -- | --- | -- | -- | -- | -- | -- | -- | --- | -- | -- | -- | - | -- | -- |  |  |  |  |  | ----- | ---- |
| 2020 | Moto3  | KTM  | 21 | Rit | 13 | 18 | 22 | 21 | 15 | 19 | Rit | 10 | 12 | 17 | 6 | 21 | 14 |  |  |  |  |  | 26    | 22º  |

| 2021 | Classe | Moto |    |    |    |   |     |     |     |     |     |    |    |    |     |   |    |     |    |   |  |  | Punti | Pos. |
| ---- | ------ | ---- | -- | -- | -- | - | --- | --- | --- | --- | --- | -- | -- | -- | --- | - | -- | --- | -- | - |  |  | ----- | ---- |
| 2021 | Moto3  | KTM  | 12 | 21 | 17 | 6 | Rit | Rit | Inf | Inf | Inf | NP | 16 | 10 | Rit | 8 | 18 | Rit | 12 | 8 |  |  | 40    | 21º  |

| 2022 | Classe | Moto   |     |   |   |   |   |     |   |    |   |     |    |    |     |     |   |     |    |    |     |    | Punti | Pos. |
| ---- | ------ | ------ | --- | - | - | - | - | --- | - | -- | - | --- | -- | -- | --- | --- | - | --- | -- | -- | --- | -- | ----- | ---- |
| 2022 | Moto3  | CFMoto | Rit | 3 | 8 | 8 | 6 | Rit | 6 | 19 | 6 | Rit | 14 | 10 | Rit | Rit | 9 | Rit | 13 | 12 | Rit | 13 | 87    | 15º  |

| 2023 | Classe | Moto  |  |  |  |  |  |  |    |    |  |  |  |  |  |  |  |  |  |  |  |  | Punti | Pos. |
| ---- | ------ | ----- |  |  |  |  |  |  | -- | -- |  |  |  |  |  |  |  |  |  |  |  |  | ----- | ---- |
| 2023 | Moto2  | Kalex |  |  |  |  |  |  | 19 | 17 |  |  |  |  |  |  |  |  |  |  |  |  | 0     |      |

| Legenda | 1º posto        | 2º posto            | 3º posto            | A punti      | Senza punti        | Grassetto – Pole position Corsivo – Giro più veloce |
| Legenda | Gara non valida | Non qual./Non part. | Ritirato/Non class. | Squalificato | '-' Dato non disp. | Grassetto – Pole position Corsivo – Giro più veloce |